# Adam Lamberg
Adam Matthew Lamberg, född 14 september 1984 i New York, är en amerikansk skådespelare, mest känd som David Gordo Gordon i TV-serien Lizzie McGuire som brukar gå på Disney Channel.